# بايانو (لاعب كرة قدم مواليد 1978)
بايانو (بالبرتغالية: Baiano‏) هو لاعب كرة قدم برازيلي في مركزي الدفاع، ولد في 26 يونيو 1978 في كابيم جروسو في البرازيل. شارك مع منتخب البرازيل تحت 23 سنة لكرة القدم. أما مع النوادي، فقد لعب مع أتلتيكو مينيرو وأتلتيكو ناسيونال وباوليستا وبوكا جونيورز وروبين قازان وريد بل برازيل ونادي بالميراس ونادي برازيليا ونادي سانتوس ونادي غاما ونادي غواراني ونادي فاسكو دا غاما ونادي فورتاليزا ونادي فيتوريا ونادي لاس بالماس ونادي ناوتيكو.

## وصلات خارجية
- بايانو (لاعب كرة قدم مواليد 1978) على موقع قاعدة بيانات كرة القدم.إي يو (الإنجليزية)
- بايانو (لاعب كرة قدم مواليد 1978) على موقع Soccerway.com (الإنجليزية)
- بايانو (لاعب كرة قدم مواليد 1978) على موقع أوليمبيديا (الإنجليزية)